# Хрант Динк
Хрант Динк (на арменски: Հրանդ Տինք) е турско-арменски редактор, журналист и колумнист. Той е главен редактор и издател на двуезичния вестник Агос (Ակօս), което го прави един от влиятелните представители на арменското малцинство в Турция.
Динк е известен със своите опити за изглаждане на турско-арменските взаимоотношения и за защита на човешките и малцинствените права в Турция. Той често критикува както отричането на арменския геноцид от страна на Турция, така и кампанията на арменската диаспора за международно му признаване. Динк е даван под съд три пъти за опетняване на турското и заплашван многократно със смърт от турски националисти.
На 19 януари 2007 г. е застрелян пред офисите на Агос в Истанбул от 17-годишния турски националист Огюн Самаст. На погребението на Хрант Динк двеста хиляди души протестират против убийството, като скандират „Ние сме арменци“ и „Ние всички сме Хрант Динк“.

## Биография
Хрант Динк е роден на 15 септември 1954 г. в гр. Малатия, Турция. Възпитан е в духа на Арменската апостолическа църква. Той има двама братя. Ранното си детство прекарва в грижа за дядо си, който му остава като скъп спомен. Поради проблемите на баща му с хазарта, родителите му се разделят, а 7-годишният Динк и неговите братя се преместват в Истанбул, където той живее до края на живота си. В Истанбул постъпва в приют за сираци (пансион към началното училище „Инджирдиби“ в Гедик паша на Арменската протестантска църква в Тузла), където среща бъдещата си жена Ракел, от която ще има три деца. Следващите десет години прекарва в приюта, като получава основното и гимназиалното си образование в арменски училища в града. Непосредствено след завършването си на лицей се жени.
Завършва специалността зоология на Природо-математическия факултет към Истанбулския университет. След това продължава образованието си във философския департамент, но не го завършва. Между 1980 и 1990 г. Динк ръководи магазин за книги, заедно с братята си и не е политически активен.
От 1996 г. е главен редактор и колумнист в основания от него вестник „Агос“ („Бразда“), който излиза на турски и арменски език. Първият брой на вестника излиза на 5 април 1996 г. Целта му е да превърне вестника в опозиция на властта, но и да спомага за диалога между турската и арменската общности. По повод на една от статиите му през 2004 г. е съден по обвинение за „оскърбление на турската идентичност“.